# 参宿增十五
獵戶座ω，又名BD+04 1002，HD 37490、SAO 113001、HR 1934，是獵戶座的一颗恒星，视星等为4.57，位于銀經200.73，銀緯-14.03，其B1900.0坐标为赤經5h 33m 54.3s，赤緯+4° -14.03′ 52″。